# سنكريك (مقاطعة دلفان)
سنكريك (بالفارسية: سنکریک) هي قرية تقع في Nurabad Rural District في إيران. يقدر عدد سكانها بـ 38 نسمة بحسب إحصاء 2016.